# بيتر ثيروكس
بيتر ثيروكس (بالإنجليزية: Peter Theroux)‏ هو مترجم أمريكي، ولد في 1956 في بوسطن في الولايات المتحدة.